# 坂本村 (福島県)
坂本村（さかもとむら）は福島県河沼郡にあった村。現在の会津坂下町坂本にあたる。

## 地理
- 河川：只見川

## 歴史
- 1889年（明治22年）4月1日 - 町村制の施行により坂本村が単独で自治体を形成。
- 1923年（大正12年）4月1日 - 塔寺村・気多宮村・新舘村・船杉村と合併して八幡村が発足。同日坂本村廃止。

## 交通

### 鉄道路線
現在は旧村域に只見線の会津坂本駅が所在するが、当時は未開業。

### 道路
- 越後街道（現・国道49号）
- 沼田街道（現・国道252号）

現在は旧村域に磐越自動車道の会津坂下インターチェンジが所在するが、当時は未開通。